# Tippningspunkt

Exempel på tippningspunkter på jorden t.ex. inlandsisen på Grönland.

Tippningspunkt, tipping point, tröskelpunkt, tröskeleffekt, kritisk brytpunkt avser inom klimatvetenskapen en förändring i klimatsystemet som är så stor att jämvikten ändras tvärt och inte återgår till det ursprungliga tillståndet även om orsaken till förändringen försvinner. 
Enligt Stockholm Resilience Center kan vi 2022 redan ha passerat fem av tippningspunkterna: Avsmältning av is på Grönland och Västantarktis, tinande permafrost på tundran, förändringar i havsströmmarna i Labradorhavet utanför Grönland, och koralldöd på grund av varmare hav.
Forskare på bland annat SMHI rekommenderar flera åtgärder för att förhindra att vi passerar fler tippningspunkter: Minska utsläppen av växthusgaser, ha en sund resurshantering i världen, skapa strukturer mellan länder för att underlätta utsläppsbegränsande åtgärder, samt öka förändringstakten i samhället.

## Exempel på tippningspunkter
Forskare har identifierat 9 till 15 olika tippningspunkter.
- Den arktiska havsisen smälter
- Grönlandsisen smälter
- Världens stora barrskogar brinner och drabbas av sjukdomar
- Permafrosten tinar så att växthusgaser frigörs från den frysta jorden
- De atlantiska strömmarna saktar ner
- Regnskogarna i Amazonområdet
- Varmvattenkorallerna dör
- Instabilitet i västantarktiska inlandsisen
- Delar av Östantarktis blir instabila